# ネスナ
ネスナ（ノルウェー語: Nesna）は、ノルウェーのヌールラン県にある自治体。ヘルゲラン地域に属し、トンマ島、フグラ島、ハンネス島の三島とネスナ半島から成る。行政の中心地はネスナ村。

域内の地図

1838年1月1日に設立され、1888年7月1日にはドナが分離した。
ネスナには5時半に沿岸急行船「フッティルーテン」の北行きが、11時15分には南行きが到着する。半島部にはヌールラン県の教育の中心であるネスナ大学やKVN高校がある。

## 基礎情報

### 地名
元々は教区だったこの自治体は、この地に初めて教会が建てられたときからあったネスナ農場（古ノルド語名：Nesnar）にちなみ名付けられた。その農場の名は「岬」を意味するnesから派生したものである。

### 紋章
1989年6月23日に国王の承認を得た現在の紋章には、自治体の語源となった「岬」を図案化したものが描かれている。